# Casa de Hohenlohe
Hohenlohe es el nombre de una dinastía principesca alemana descendiente de una noble familia francona que disponía de inmediación imperial que pertenecía a la alta nobleza alemana (Hoher Adel). A la familia se le concedieron los títulos de conde (en 1451) y príncipe. En 1806, los príncipes de Hohenlohe perdieron su independencia, y sus territorios pasaron a formar parte de los reinos de Baviera y Wurtemberg por el Acta de la Confederación del Rin (12 de julio de 1806). En el tiempo de esta mediatización en 1806, la superficie de Hohenlohe era de 1760 km² y su población estimada era de 108 000 habitantes. El Acta de la Confederación del Rin privó a los Príncipes de Hohenlohe de su inmediación imperial, pero no confiscó sus posesiones. Hasta la Revolución alemana de 1918-19 los príncipes de Hohenlohe, como otras familias mediatizadas, mantuvieron importantes privilegios políticos. Eran considerados iguales por nacimiento (Ebenbürtigkeit) a las casas soberanas europeas. En Baviera, Prusia y Wurtemberg los príncipes de Hohenlohe tenían derechos hereditarios para sentarse en la Cámara Alta del Parlamento. En 1825, la Asamblea/Dieta de la Confederación Germánica reconoció el predicado de "alteza serenísima" (Durchlaucht) para los jefes de las líneas de Hohenlohe.

## Historia
Un temprano ancestro es mencionado en 1153 como Conrado, señor de Weikersheim. Su hijo Conrado se autodenominó a sí mismo señor del Castillo de Hohlach (Hohenloch o Hohenlohe) cerca de Uffenheim, y la influencia de la dinastía pronto fue perceptible entre los valles francones de los ríos Kocher, Jagst y Tauber, una región que iba a ser llamada Meseta de Hohenlohe. (En 1378, Hohenlohe fue vendido a los Burgraves de Núremberg).
Enrique I (fallecido en 1183) fue el primero en tomar el nombre de Hohenlohe, y en 1230 sus nietos Godofredo y Conrado, partidarios del emperador Federico II, fundaron los líneas de Hohenlohe-Hohenlohe y Hohenlohe-Brauneck, nombres tomados de sus respectivos castillos. Esta última línea se extinguió en 1390, pasando sus territorios posteriormente al Margraviato de Brandeburgo, mientras que la primera fue dividida en varias ramas, aunque solo dos de ellas, Hohenlohe-Weikersheim y Hohenlohe-Uffenheim-Speckfeld, requieren ser mencionadas aquí. Hohenlohe-Weikersheim, descendiente del Conde Kraft I (fallecido en 1313), también sufrió varias divisiones, siendo las que tuvieron lugar después de la muerte de los Condes Alberto y Jorge en 1551 especialmente importantes. En ese momento se fundaron las líneas de Hohenlohe-Neuenstein y Hohenlohe-Waldenburg por los hijos del Conde Jorge. En 1412, se extinguió la familia de Hohenlohe-Uffenheim-Speckfeld, y sus territorios pasaron a través del matrimonio de sus herederas a otras familias. Jorge Hohenlohe fue arzobispo de Esztergom (1418-1423), sirviendo al rey Segismundo de Hungría (posteriormente también emperador del Sacro Imperio y rey de Bohemia).
En 1450, el Rey de Romanos Federico III concedió a Kraft de Hohenlohe (fallecido en 1472) y a su hermano Alberto, los hijos de Isabel de Hanau, heredera de Ziegenhain, el título de Conde de Hohenlohe y Ziegenhain (Graf von Hohenlohe und zu Ziegenhain) y los invistió con el Condado de Ziegenhain. En realidad, los Landgraves de Hesse tomaron el Condado de Ziegenhain, y la Casa de Hohenlohe finalmente abandonó toda referencia a Ziegenhain.
Las posesiones de Hohenlohe estaban localizadas en el Círculo de Franconia y la familia tenía dos votos en su Dieta/Asamblea (Kreistag).
La familia Hohenlohe tenía seis votos en el Colegio Francón de Condes Imperiales (Fränkisches Reichsgrafenkollegium) de la Dieta Imperial (Reichstag). El derecho de voto en la Dieta Imperial/Asamblea dio a la familia noble alemana el estatus de Estado Imperial (Reichsstand) y el derecho a pertenecer a la Alta Nobleza (Hoher Adel).
Las ramas existentes de la familia Hohenlohe son descendientes de las líneas de Hohenlohe-Neuenstein y Hohenlohe-Waldenburg, fundadas en 1551 por Luis Casimiro (m. 1568) y Eberardo (m. 1570), los hijos del Conde Jorge (m. 1551). La primera de estas líneas pasó al protestantismo, mientras que la última permaneció dentro del catolicismo.
De la familia de Hohenlohe-Neuenstein, que sufrió varias particiones y heredó Gleichen en 1631, la familia mayor (sénior) se extinguió en 1805, mientras que en 1701 la línea menor (cadete) se dividió a su vez en tres ramas, aquellas de Langenburg, Ingelfingen y Kirchberg. Kirchberg se extinguió en 1861, pero algunos miembros de las familias Hohenlohe-Langenburg y Hohenlohe-Ingelfingen llegan hasta nuestros días, la última de estas siendo representada por las ramas de Hohenlohe-Ingelfingen (extinta en 1960) y Hohenlohe-Öhringen. La familia católica de Hohenlohe-Waldenburg pronto fue dividida en tres ramas, aunque dos de ellas se extinguieron para 1729. La rama superviviente, la de Schillingsfürst, se dividió en las líneas de Hohenlohe-Schillingsfürst y Hohenlohe-Bartenstein; siguieron otras particiones, y en la actualidad existen cuatro líneas de esta rama de la familia: Waldenburg, Schillingsfürst, Jagstberg, y Bartenstein. La familia de Hohenlohe-Schillingsfürst posee el ducado de Ratibor y todavía tiene en propiedad el principado de Corvey, heredado en 1834.
Los emperadores del Sacro Imperio concedieron el título de Príncipe Imperial (Reichsfürst) a las líneas de Waldenburg (en 1744) y Neuenstein (Öhringen) (en 1764).
En 1757, el emperador del Sacro Imperio elevó las posesiones de la línea de Waldenburg al estatus de Principado Imperial.
En 1772, el emperador del Sacro Imperio elevó las posesiones de las líneas de Neuenstein y Langenburg al estatus de Principado Imperial.

## Príncipes de Hohenlohe

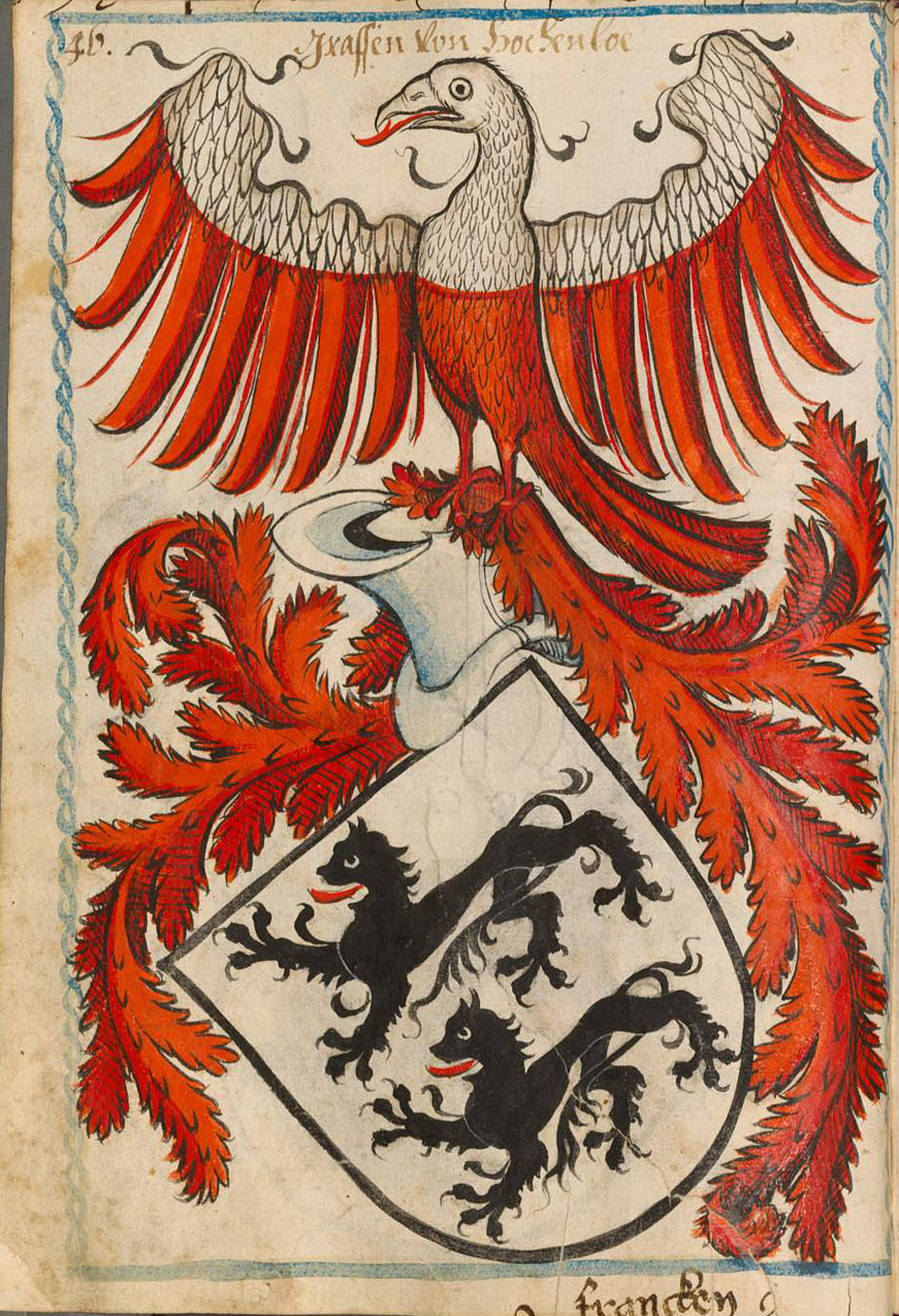
Escudo de la dinastía de Hohenlohe

- Heinrich von Hohenlohe, Gran Maestro de los Caballeros Teutónicos en el siglo XIII.
- Gottfried von Hohenlohe, Gran Maestro de los Caballeros Teutónicos en el siglo XIV.
- Príncipe Federico Luis de Hohenlohe-Ingelfingen (1746-1818), general prusiano.
- Luis Aloisio de Hohenlohe-Waldenburg-Bartenstein (1765-1829), mariscal y par de Francia.
- Príncipe Augusto de Hohenlohe-Öhringen (1784-1853), general.
- Príncipe Alejandro de Hohenlohe-Waldenburg-Schillingsfürst (1794-1849), sacerdote.
- Príncipe Kraft de Hohenlohe-Ingelfingen (1827-1892), general prusiano y escritor.
- Duque Víctor I de Ratibor, Príncipe de Corvey, Príncipe de Hohenlohe-Schillingsfürst (1818-1893).
- Príncipe Clodoveo de Hohenlohe-Schillingsfürst (1819-1901), Canciller de Alemania.
- Príncipe Gustavo Adolfo de Hohenlohe (1823-1896), cardenal católico.
- Príncipe Hermann de Hohenlohe-Langenburg (1832-1913), presidente de la Sociedad Colonial Alemana.
- Príncipe Conrado de Hohenlohe-Waldenburg-Schillingsfürst (1863-1918), estadista austríaco y aristócrata.
- Príncipe Federico Francisco de Hohenlohe-Waldenburg-Schillingsfürst (1879-1958), agregado militar austríaco y más tarde jefe de espionaje alemán. Su primera esposa Stephanie von Hohenlohe (1891-1972), fue una espía alemana en la década de 1930 y principios de la Segunda Guerra Mundial.
- Príncipe Godofredo de Hohenlohe-Langenburg (1897-1960), esposo de la Princesa Margarita de Grecia y Dinamarca (1905-1981), hermana del Príncipe Felipe, Duque de Edimburgo.
- Príncipe Marco de Hohenhole-Langenburg y Medina (Madrid 1962-Sevilla 2016), descendiente del hermano menor del 2.º Príncipe Hohenhole, Duque de Medinaceli y otros 10 títulos con Grandeza de España por su abuela materna.
- Princesa Victoria Elisabeth von Hohenlohe-Langenburg (en alemán, Victoria Elisabeth Prinzessin zu Hohenlohe-Langenburg ; Málaga, 17 de marzo de 1997) es una noble germano-española. Como jefa de la casa de Medinaceli, una de las familias aristocráticas más importantes de España, es la xx duquesa de Medinaceli y grande de España, además de poseer otros títulos españoles relacionados.

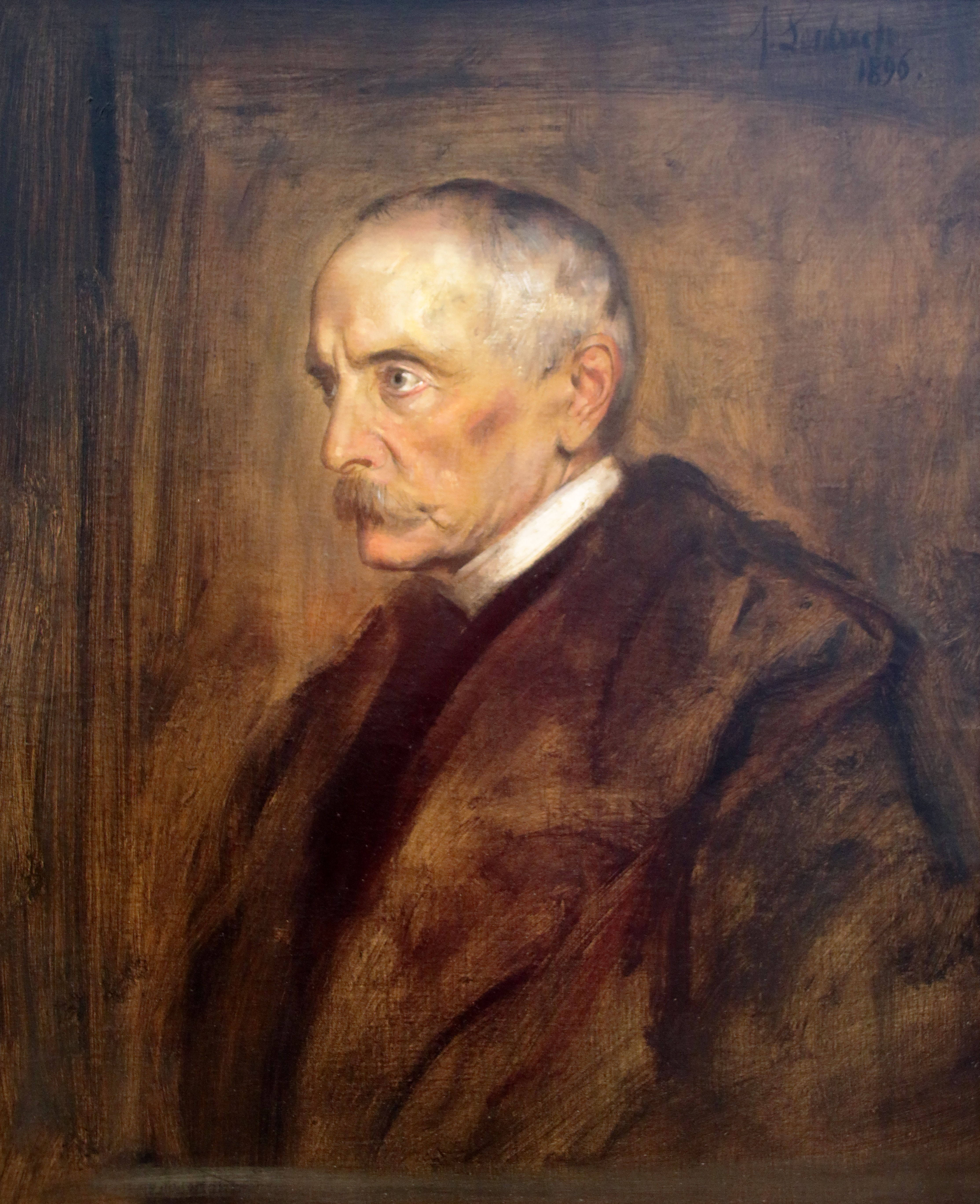
Príncipe Clodoveo de Hohenlohe-Schillingsfürst (1819-1901), Canciller del Imperio alemán (1894-1900).
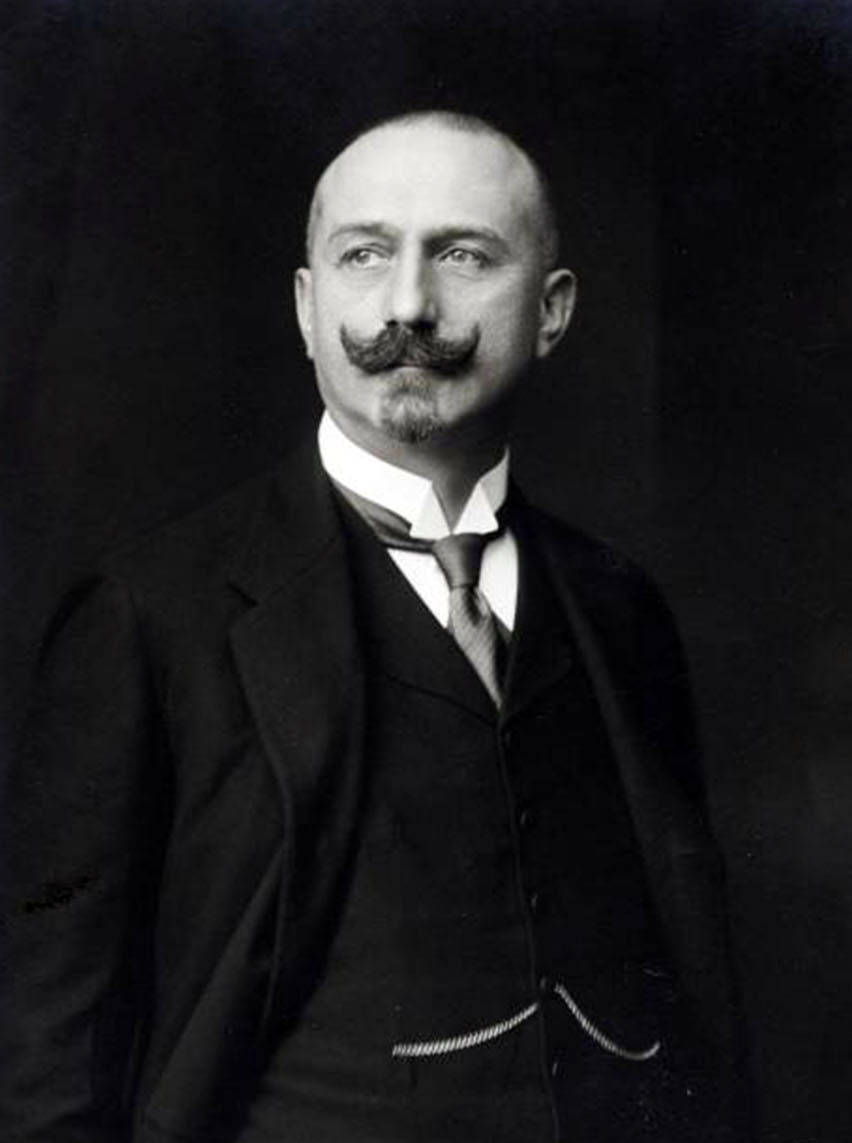
Príncipe Conrado de Hohenlohe-Waldenburg-Schillingsfürst (1863-1918), Primer Ministro de Austria-Hungría (1906).

## Castillos de la Casa de Hohenlohe

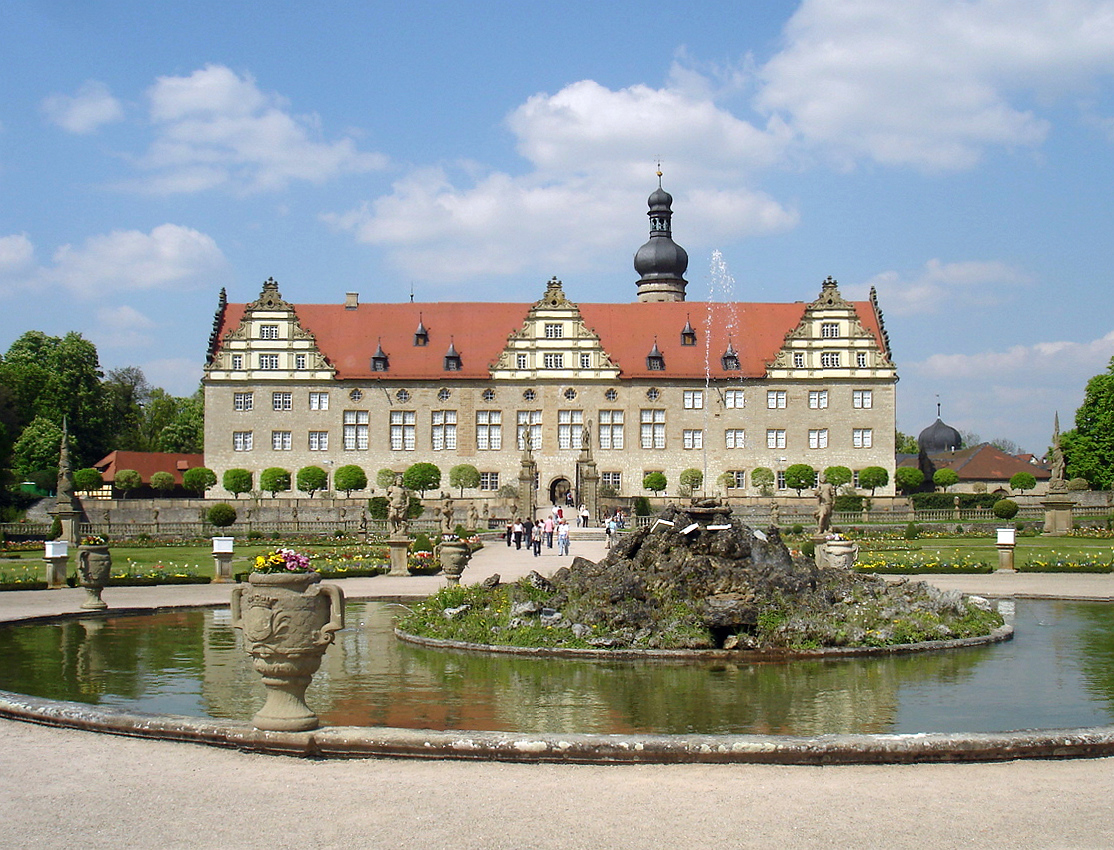
Castillo de Weikersheim
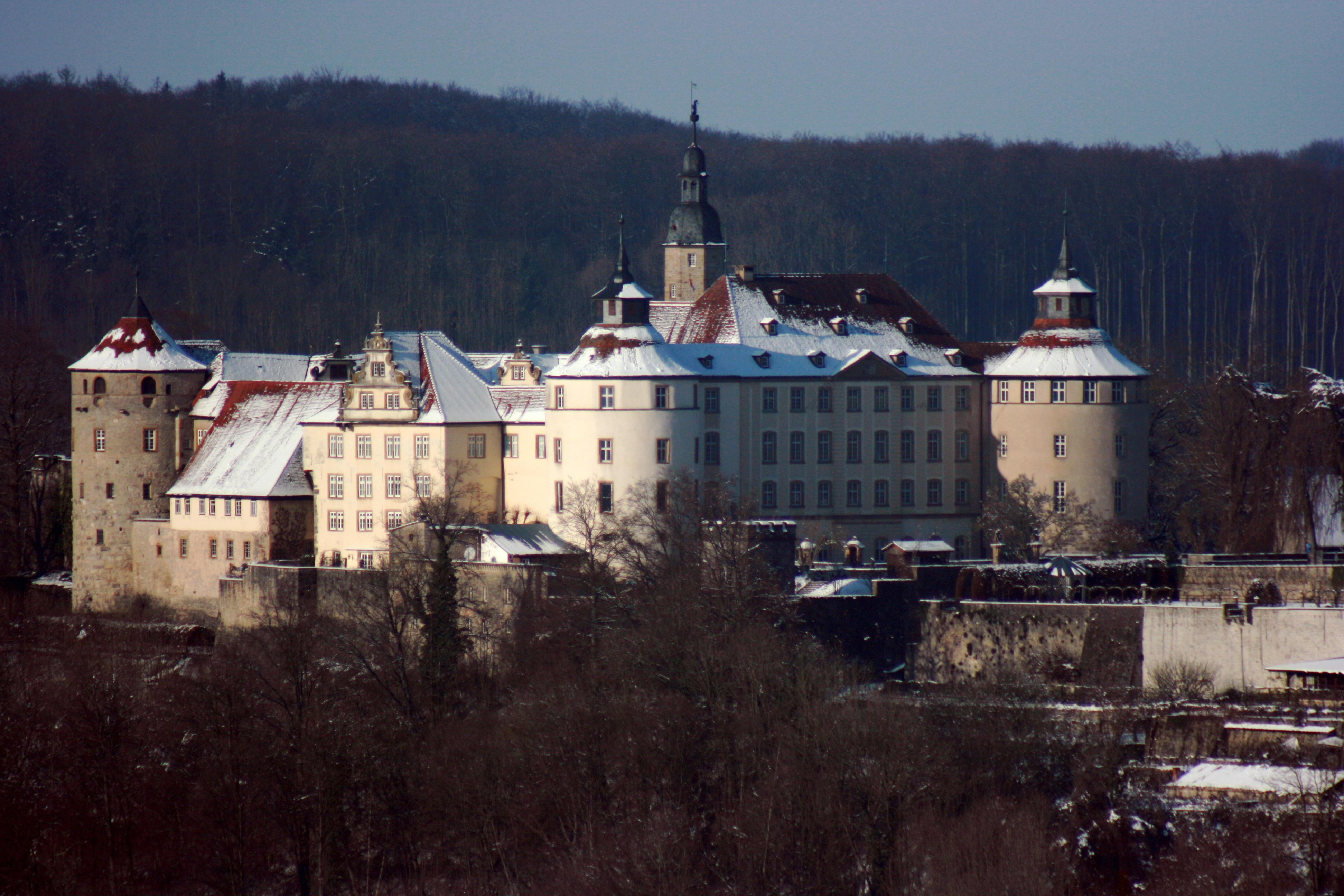
Castillo de Langenburg*
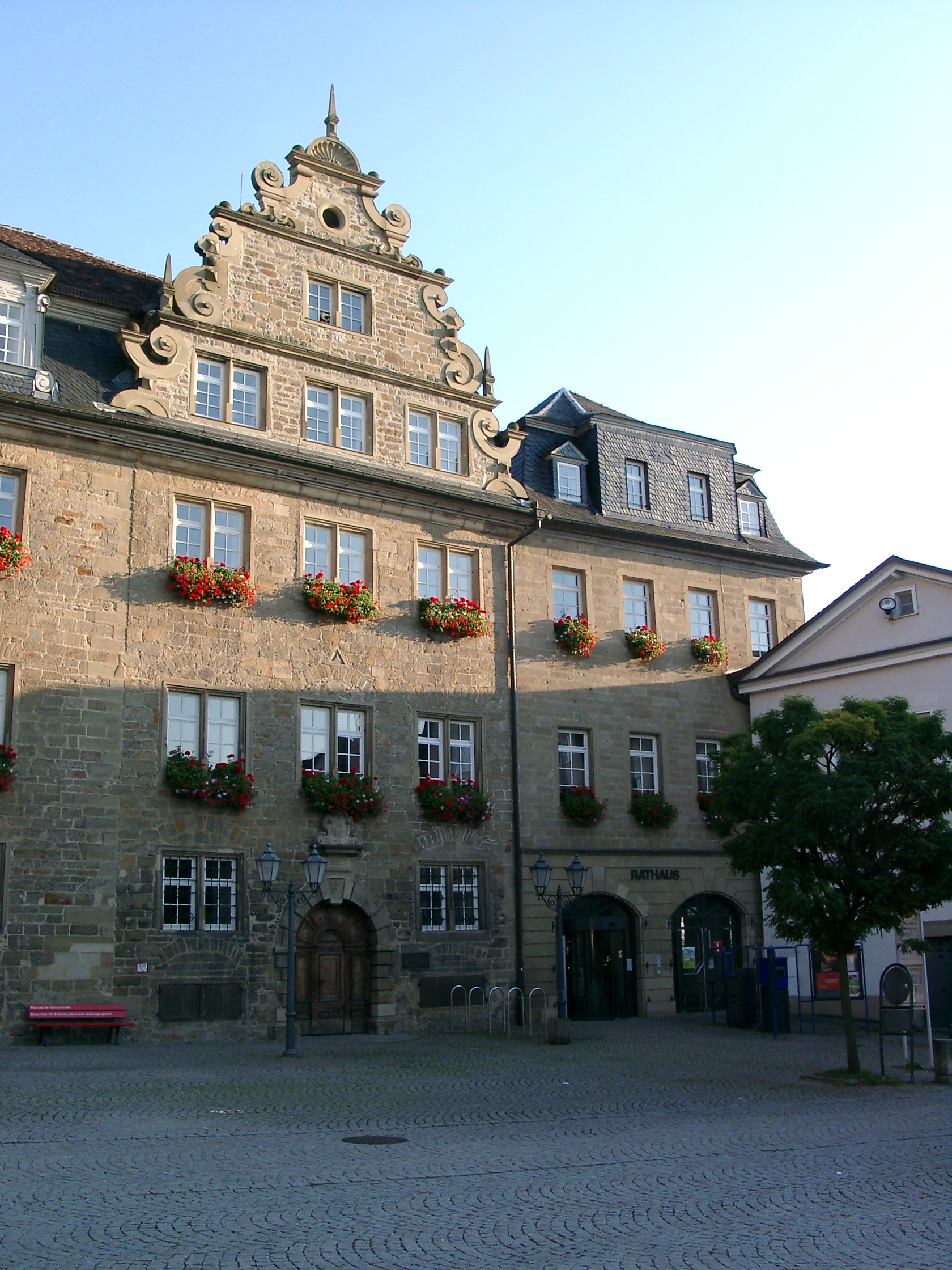
Castillo de Öhringen
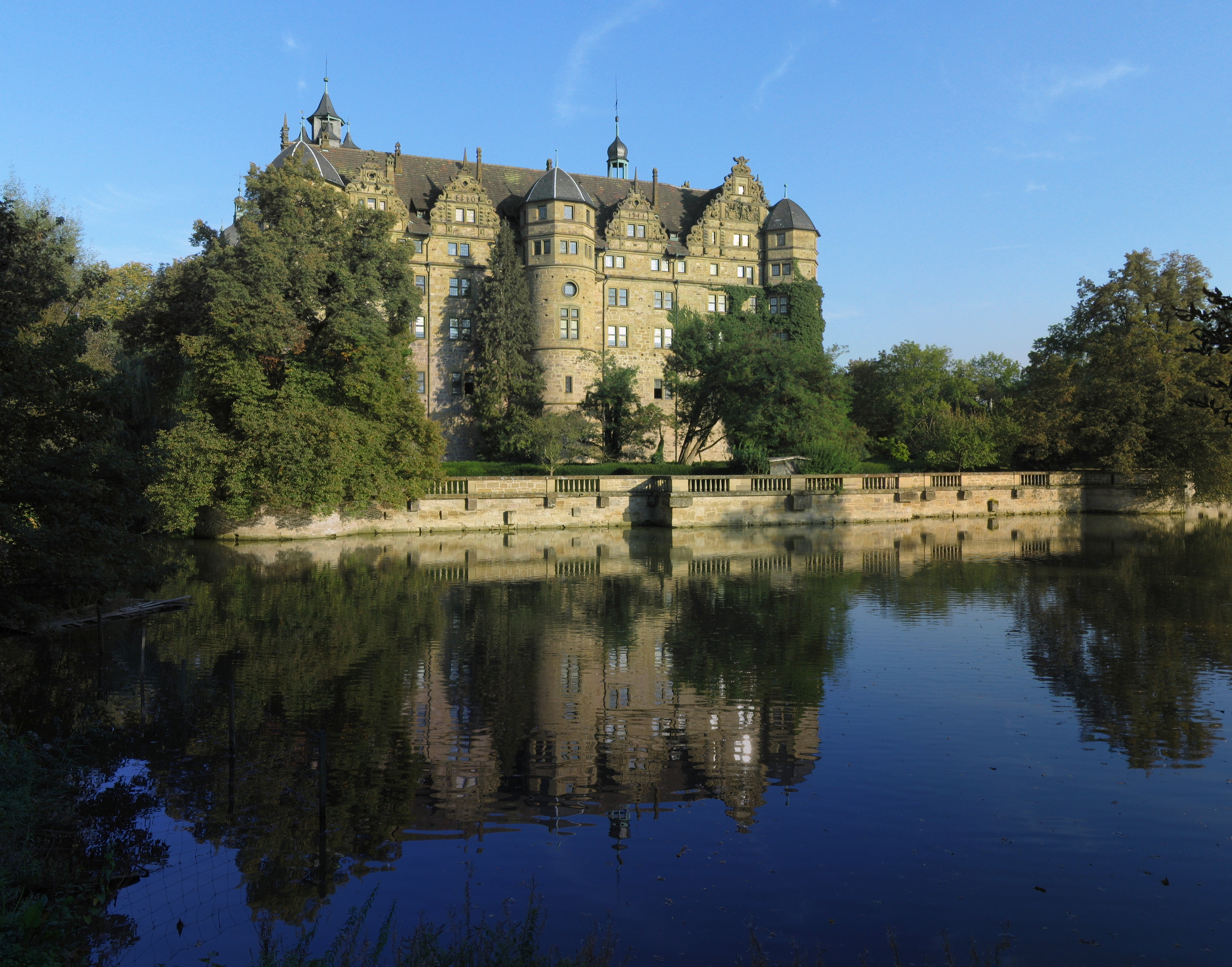
Castillo de Neuenstein*
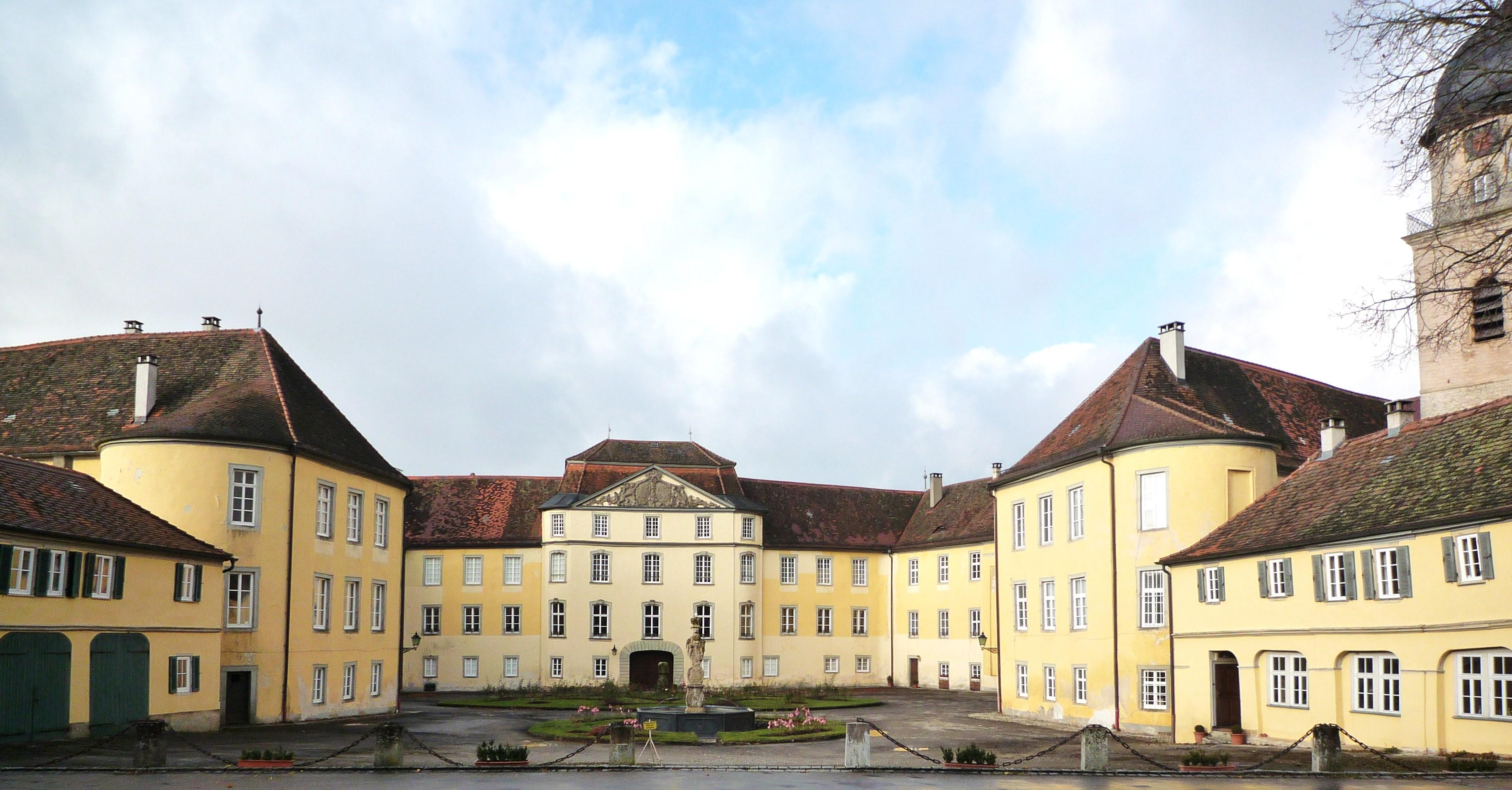
Castillo de Bartenstein*, en las cercanías de Schrozberg.
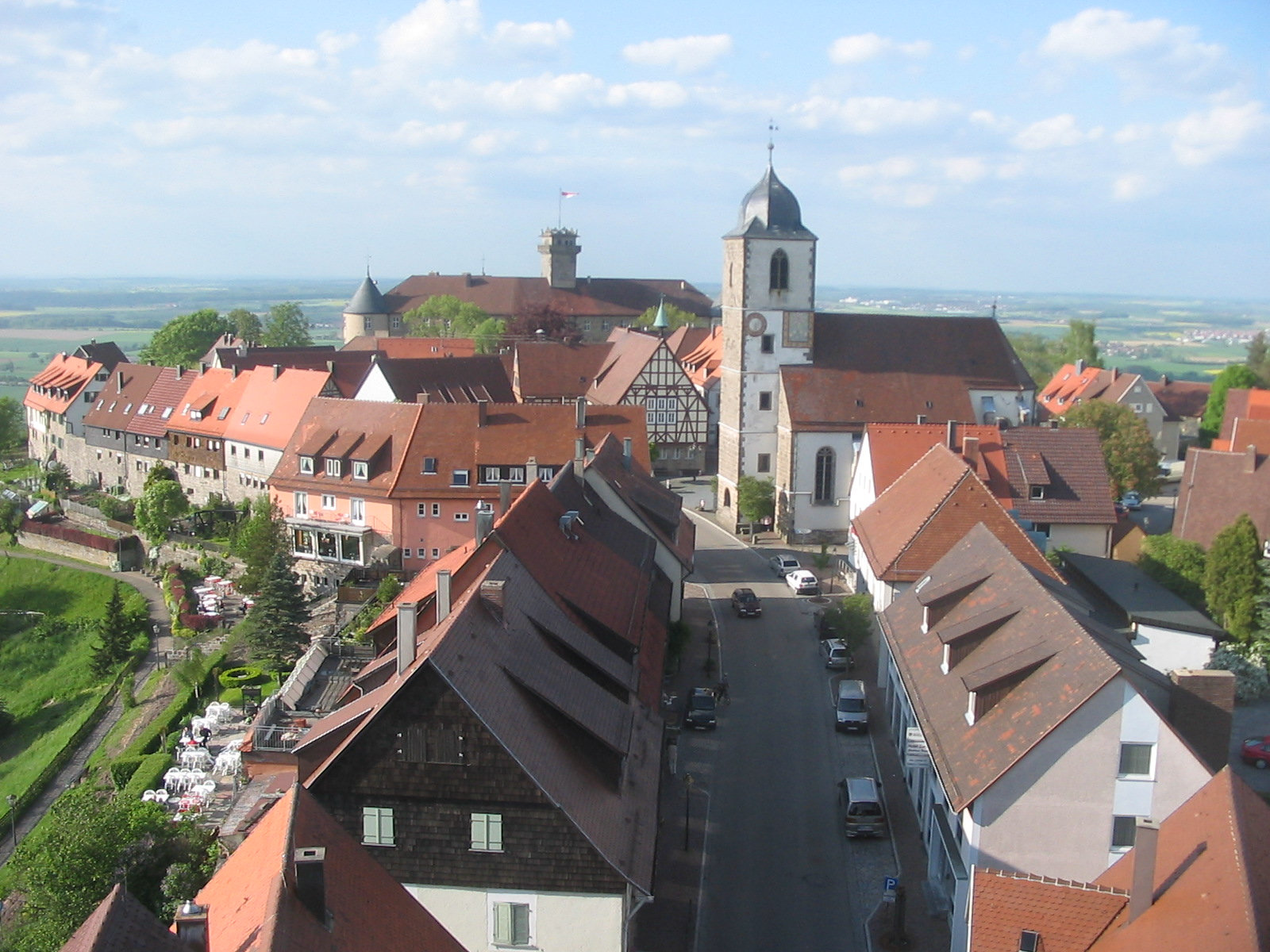
Población de Waldenburg y castillo*
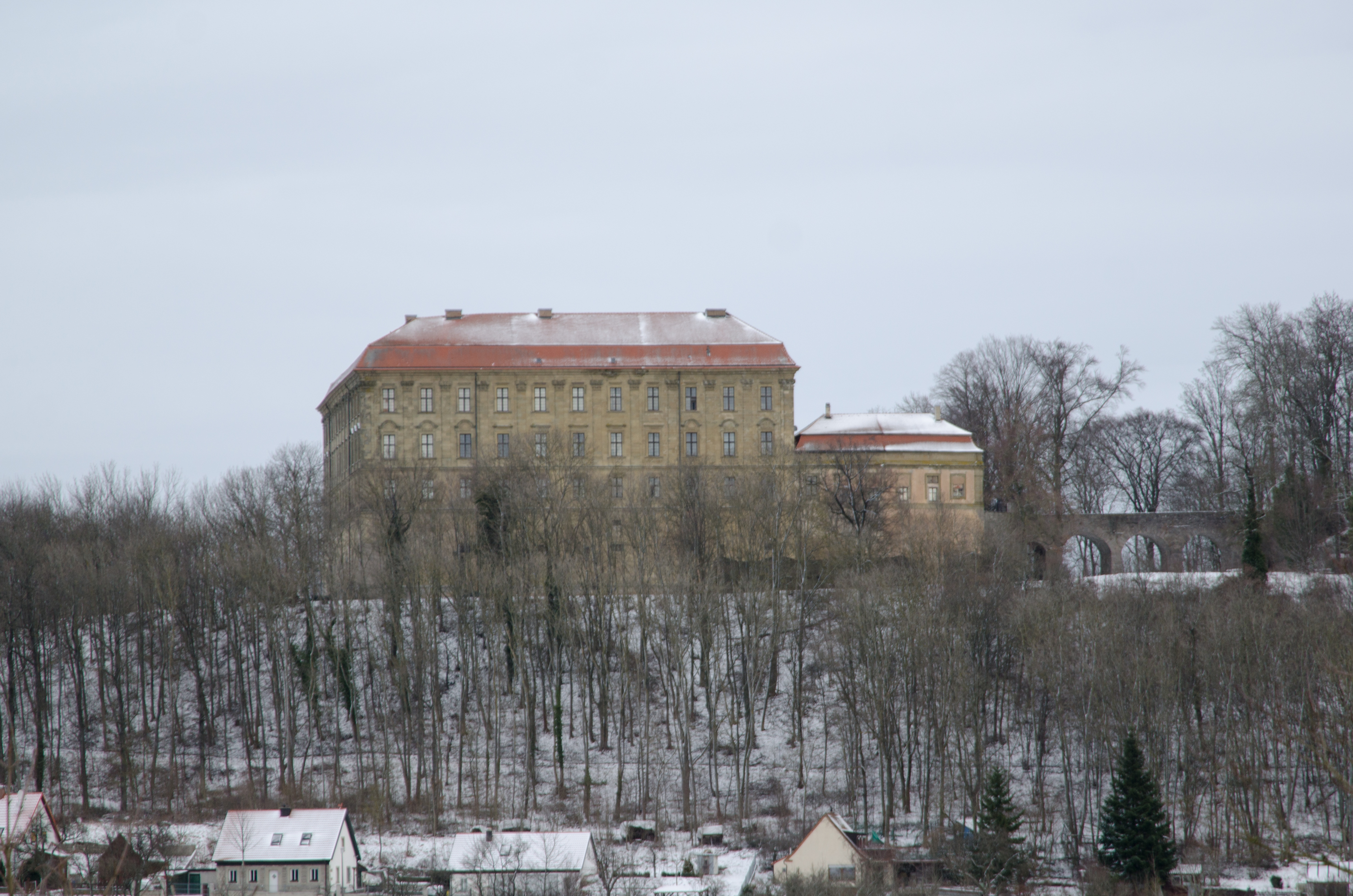
Castillo de Schillingsfürst*
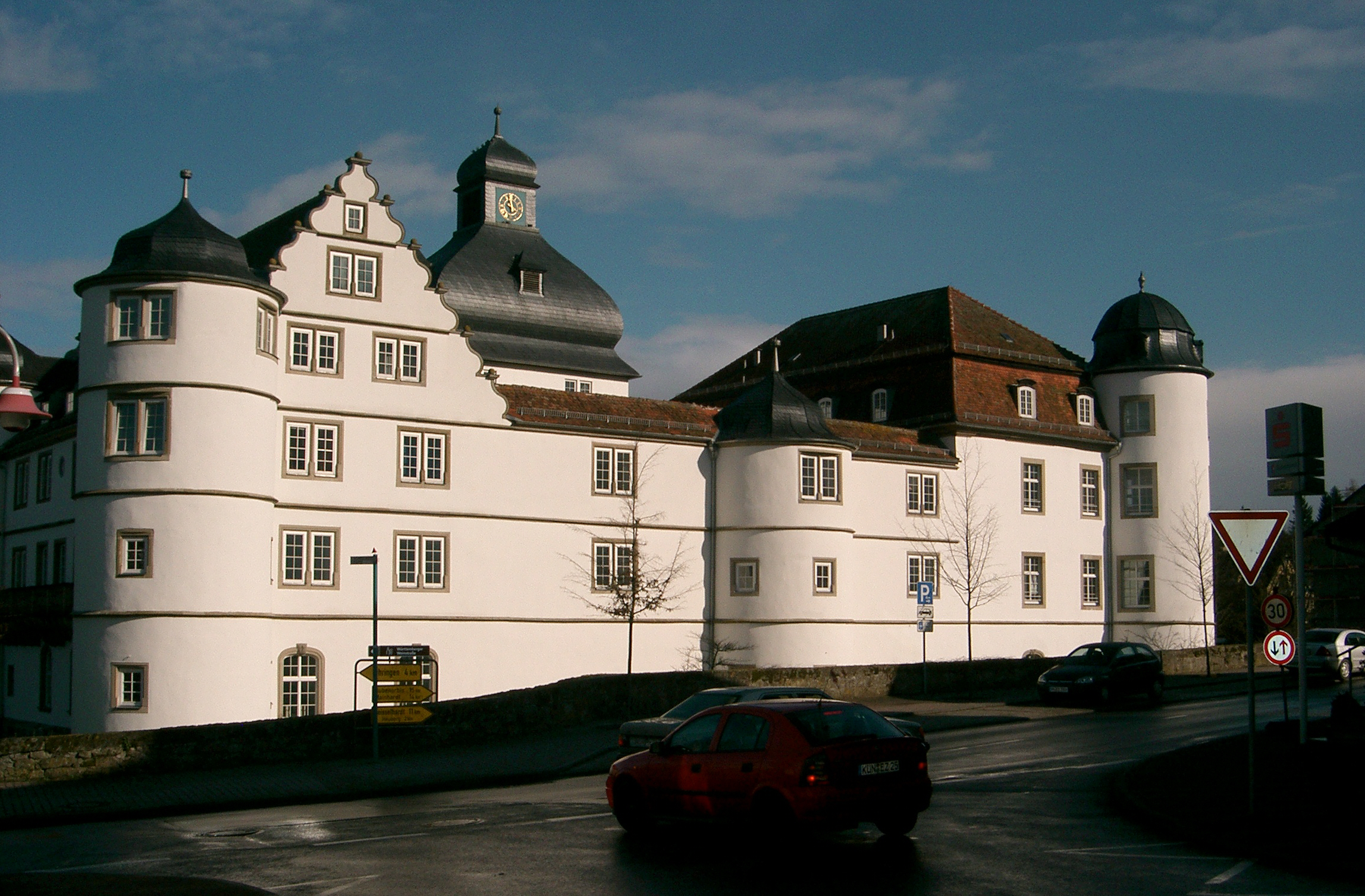
Castillo de Pfedelbach
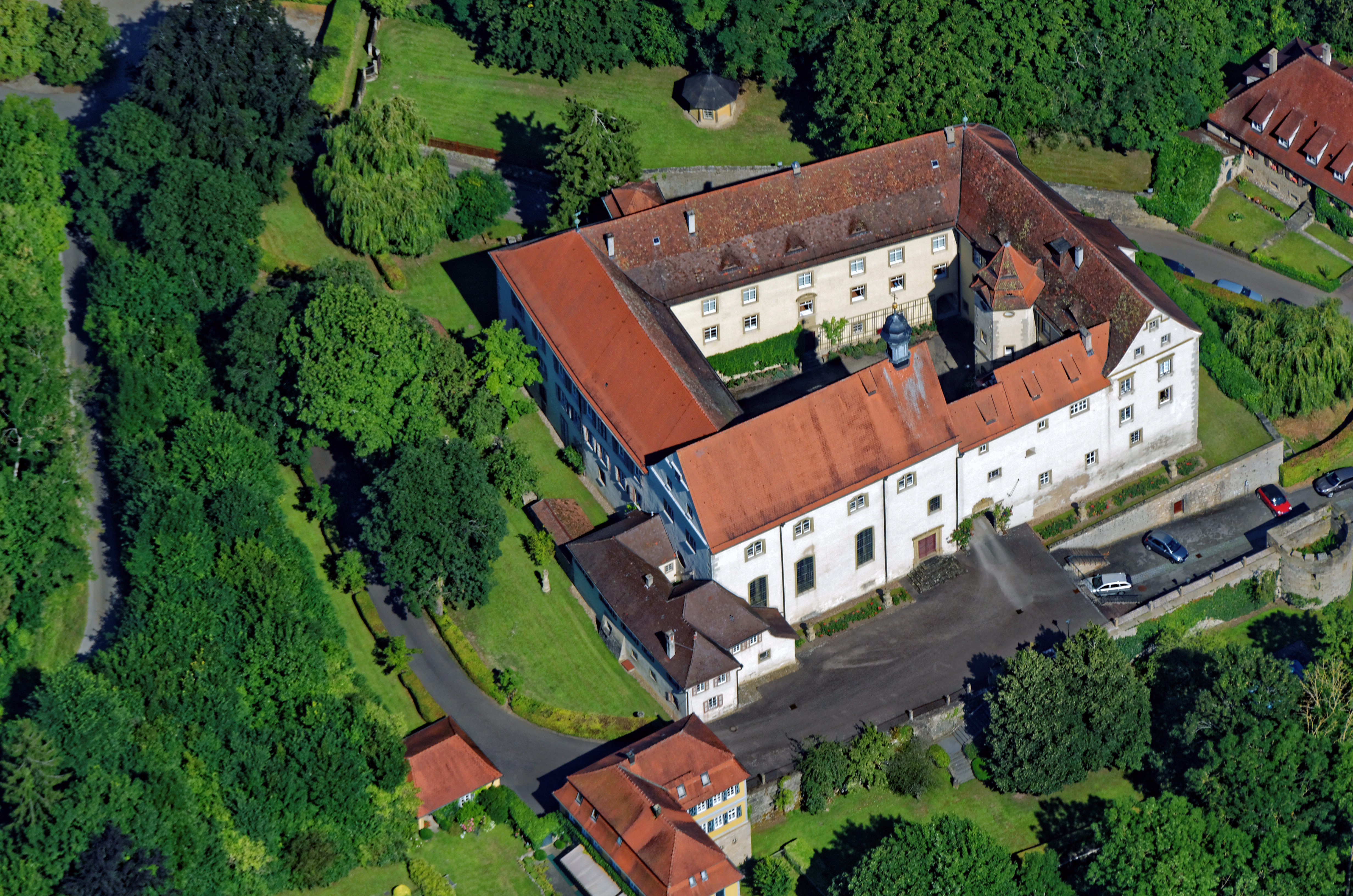
Castillo de Haltenbergstetten*
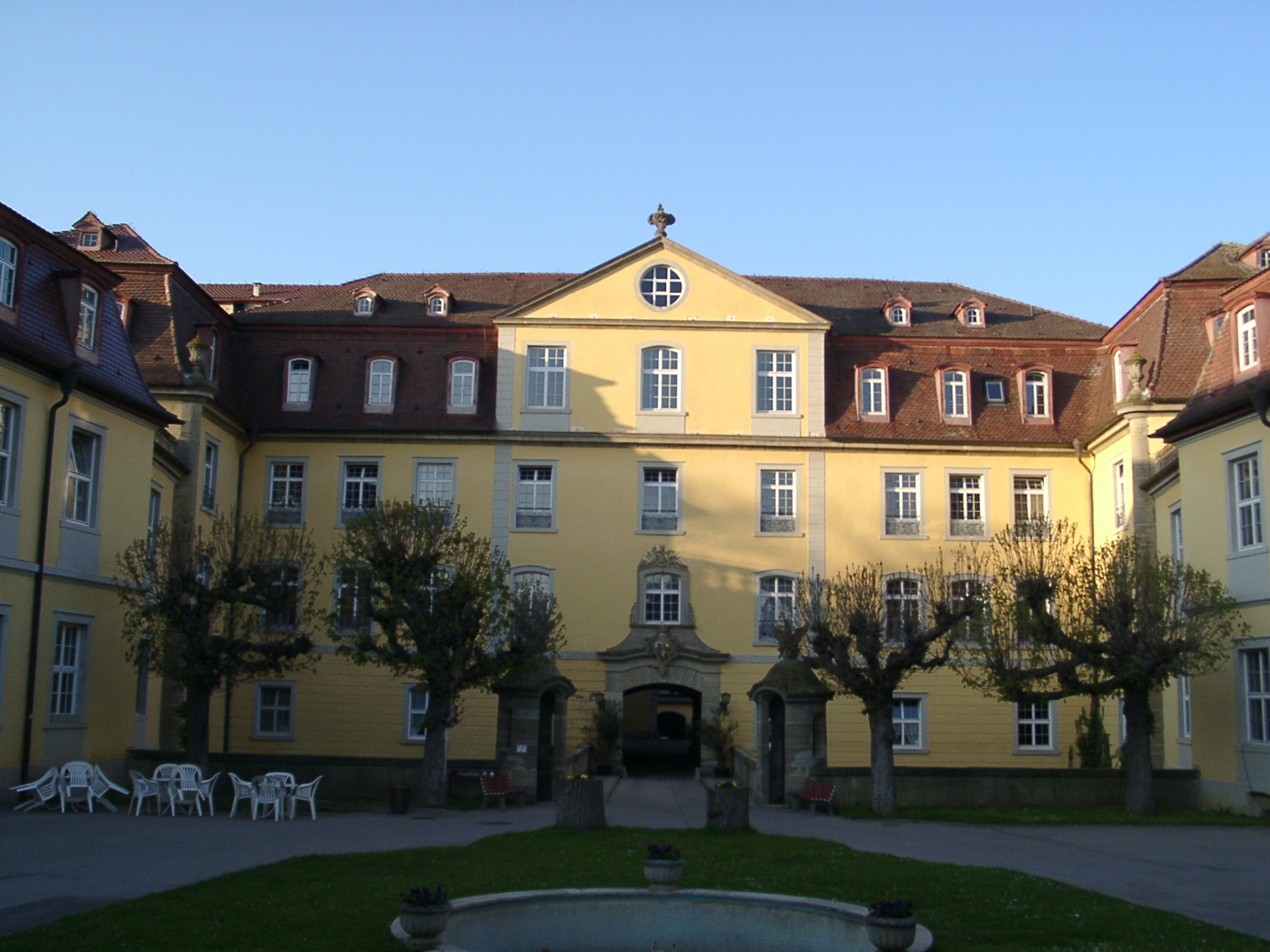
Castillo de Kirchberg
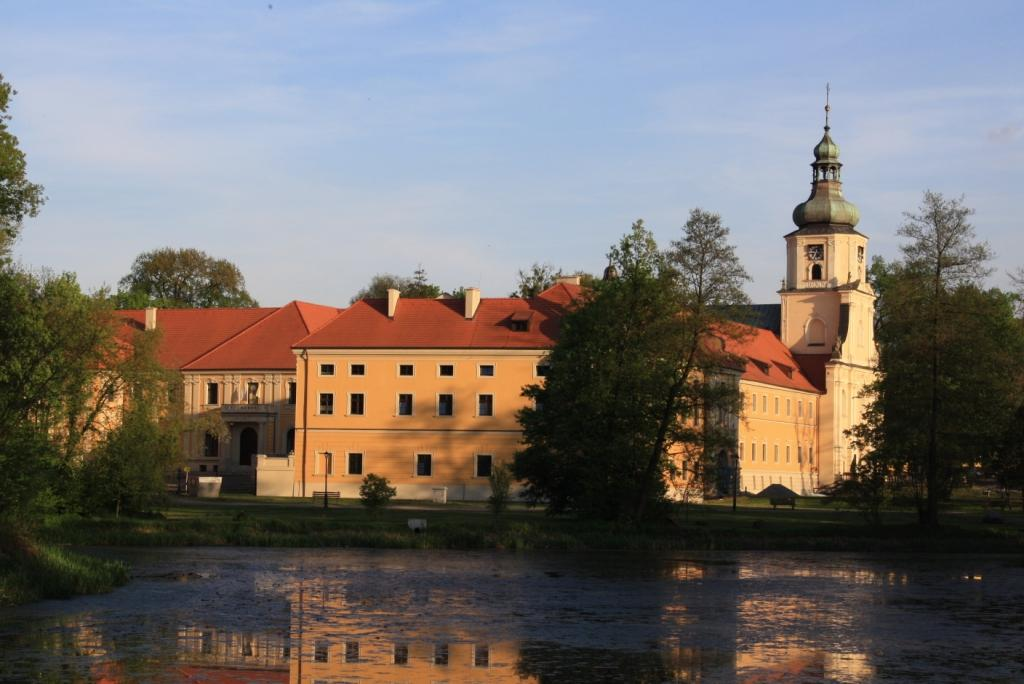
Rudy, cerca de Ratibor, Silesia (Polonia).
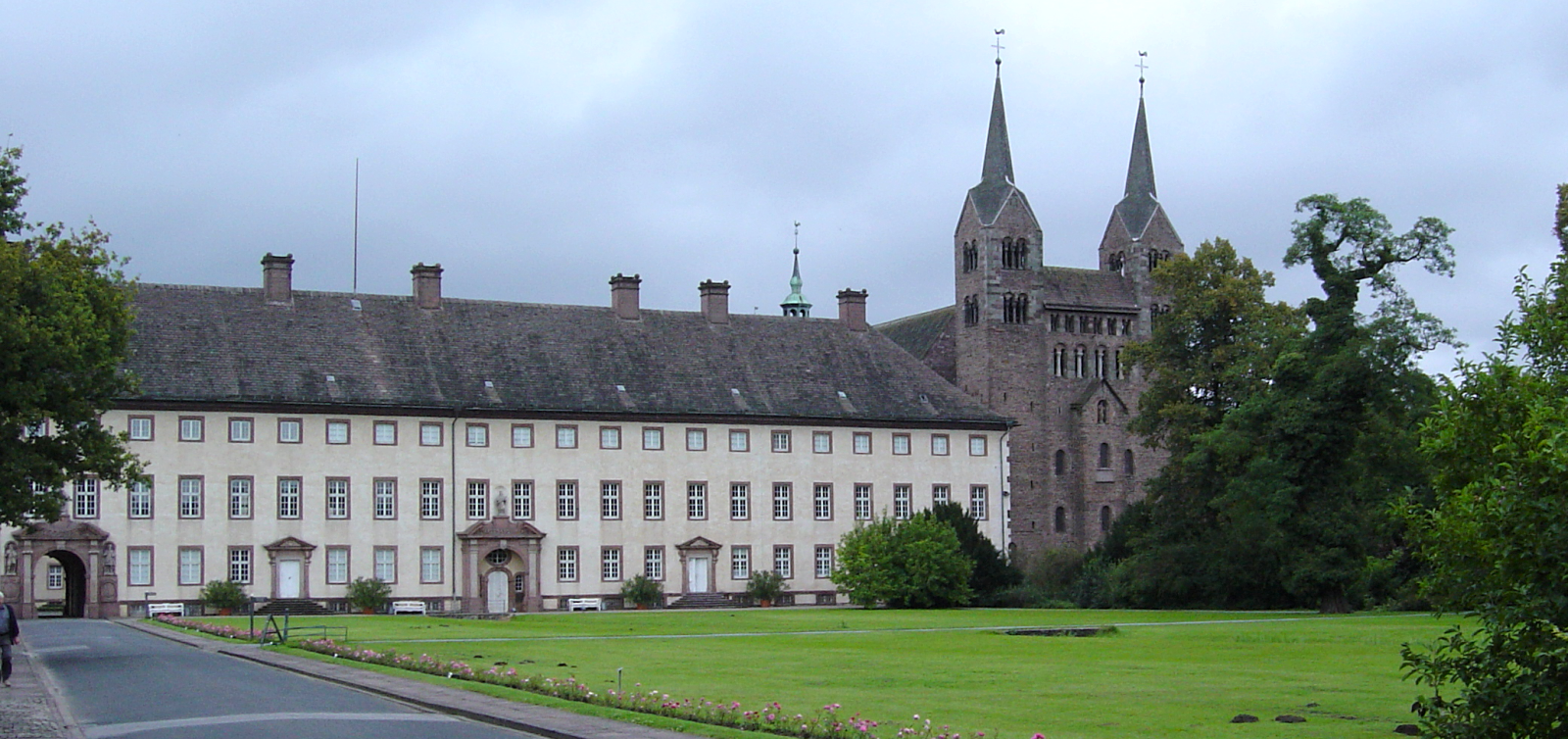
Abadía Imperial de Corvey*, Westfalia.
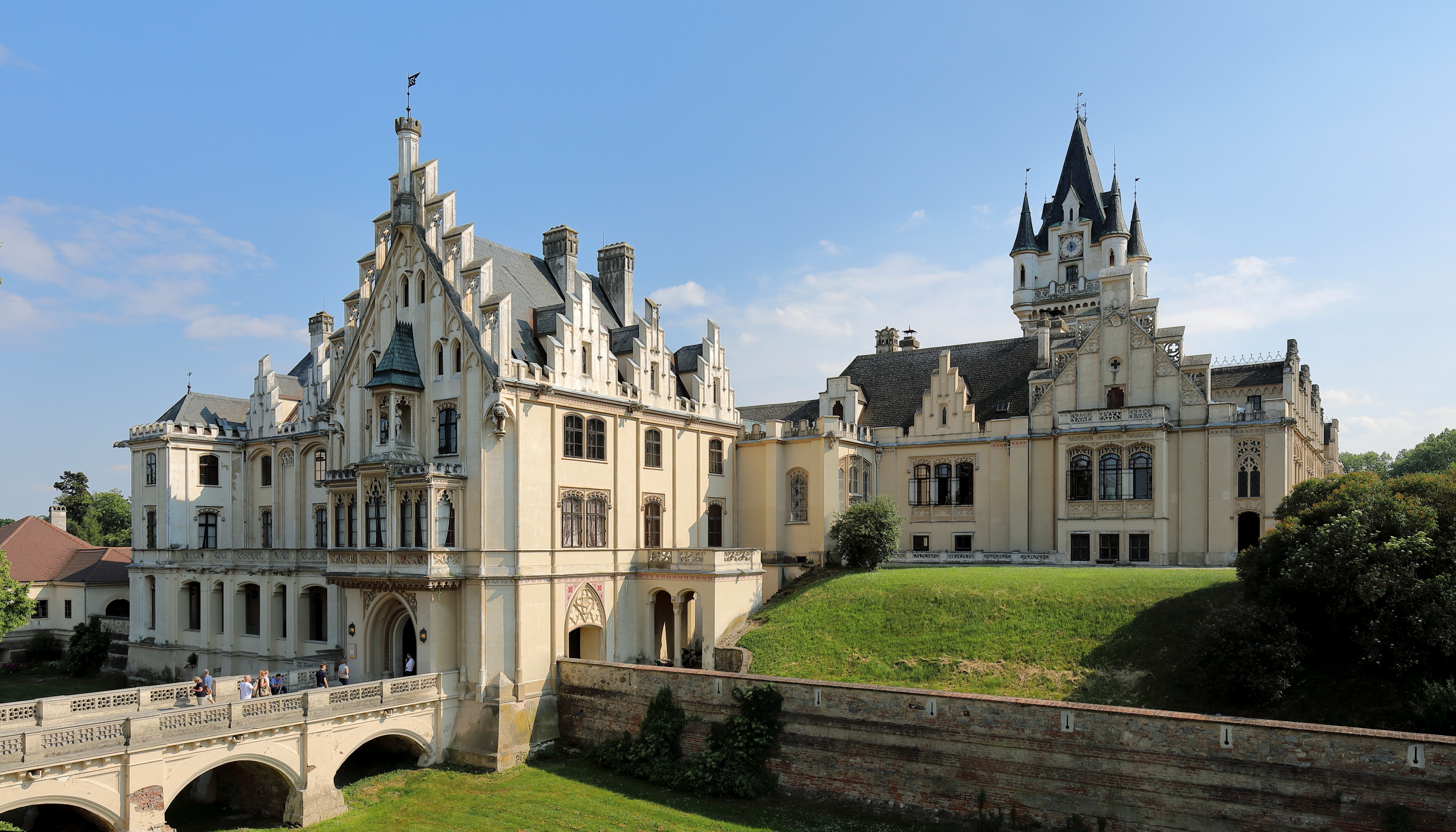
Castillo de Grafenegg*, Baja Austria.
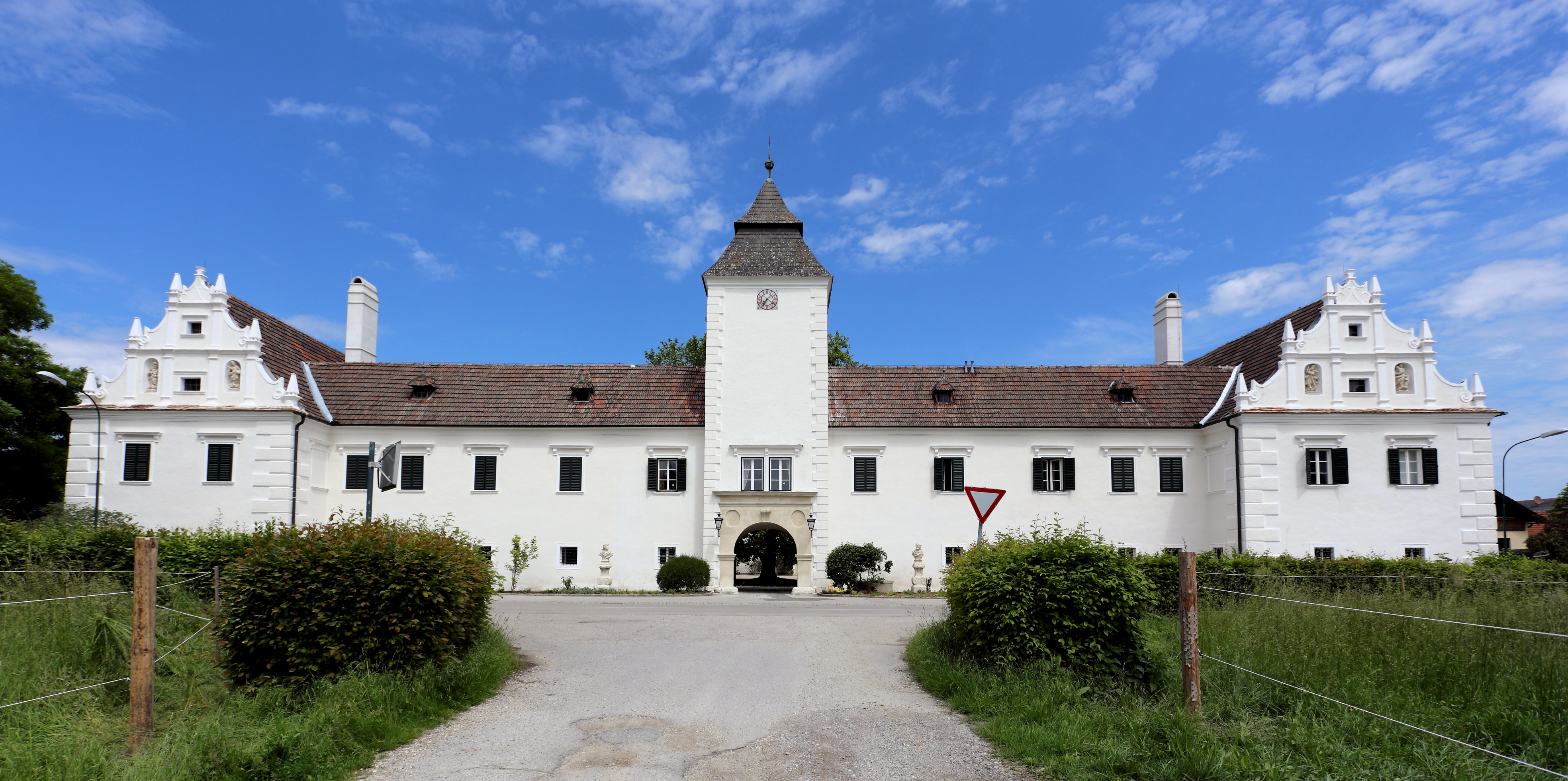
Castillo de Neuaigen*, Baja Austria
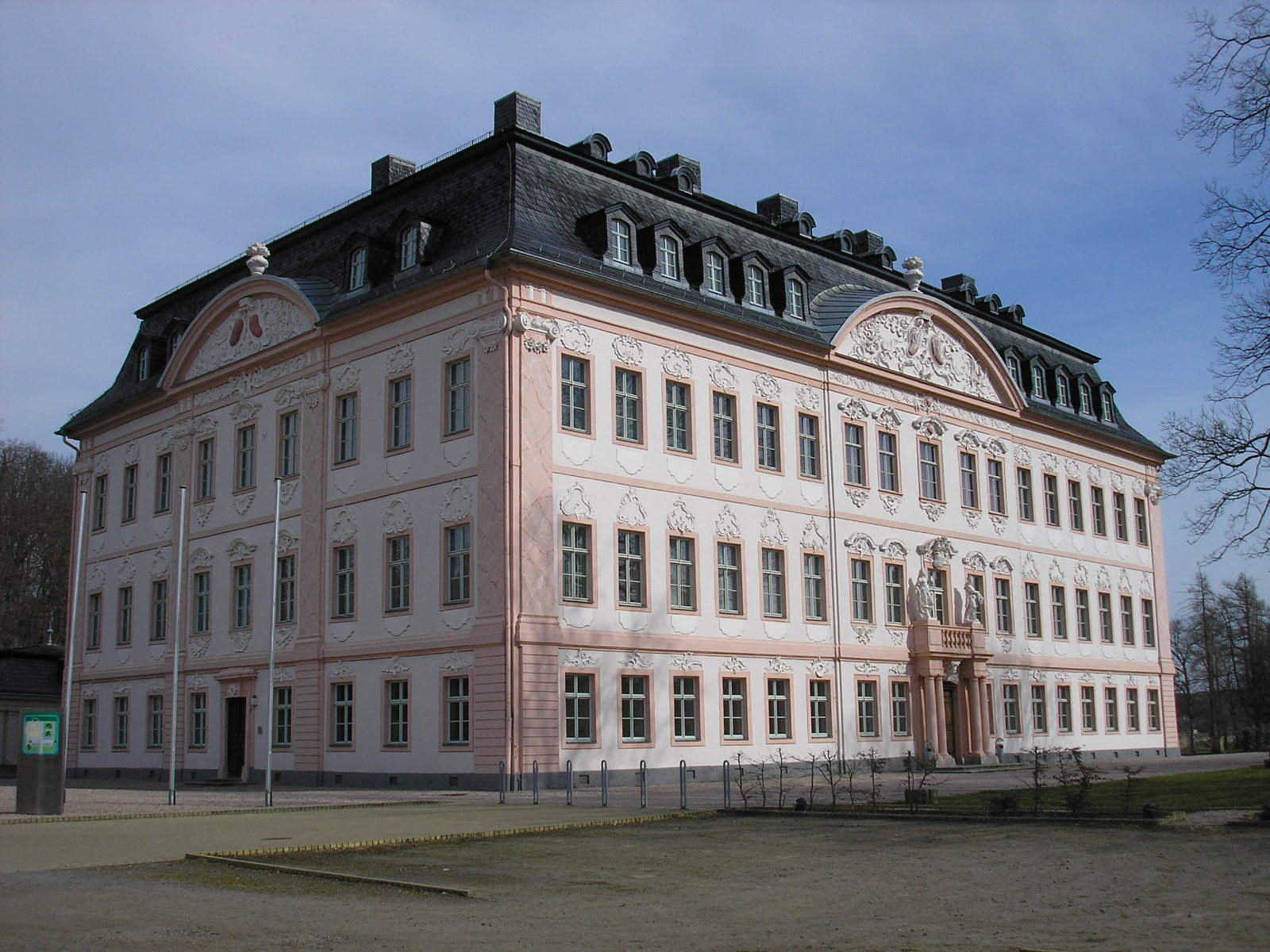
Castillo de Oppurg, Turingia
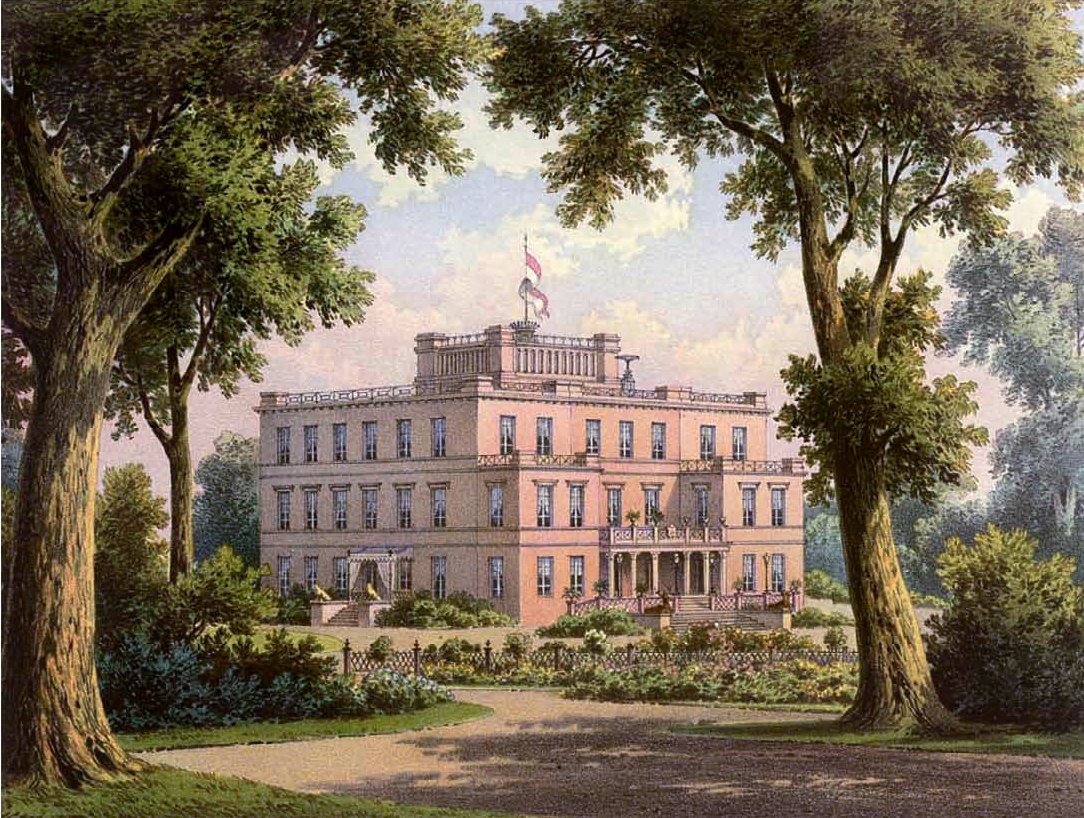
Palacio de Slawentzitz, Silesia (Polonia) (ahora demolido)
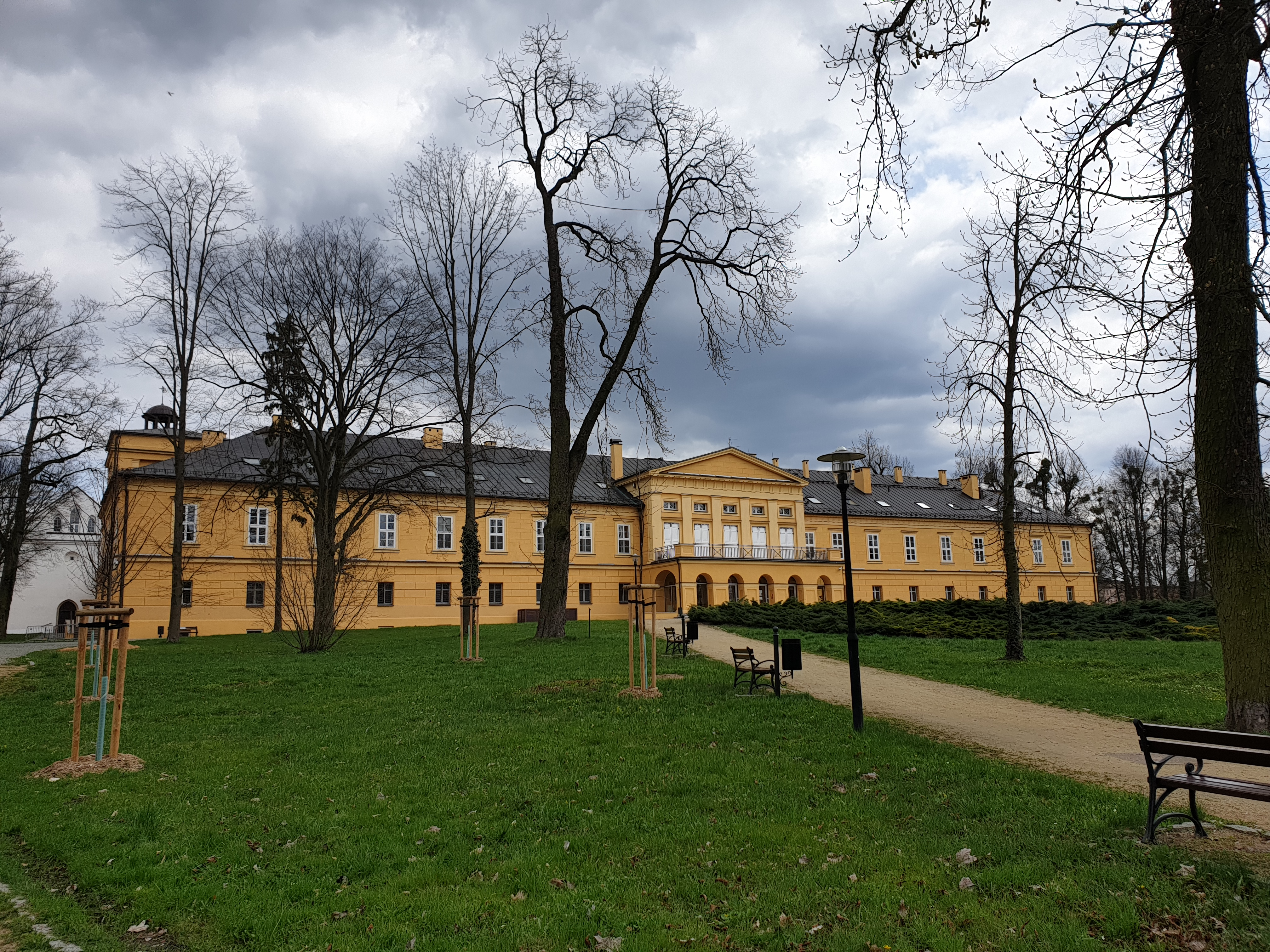
Palacio de Koszęcin, Silesia (Polonia)
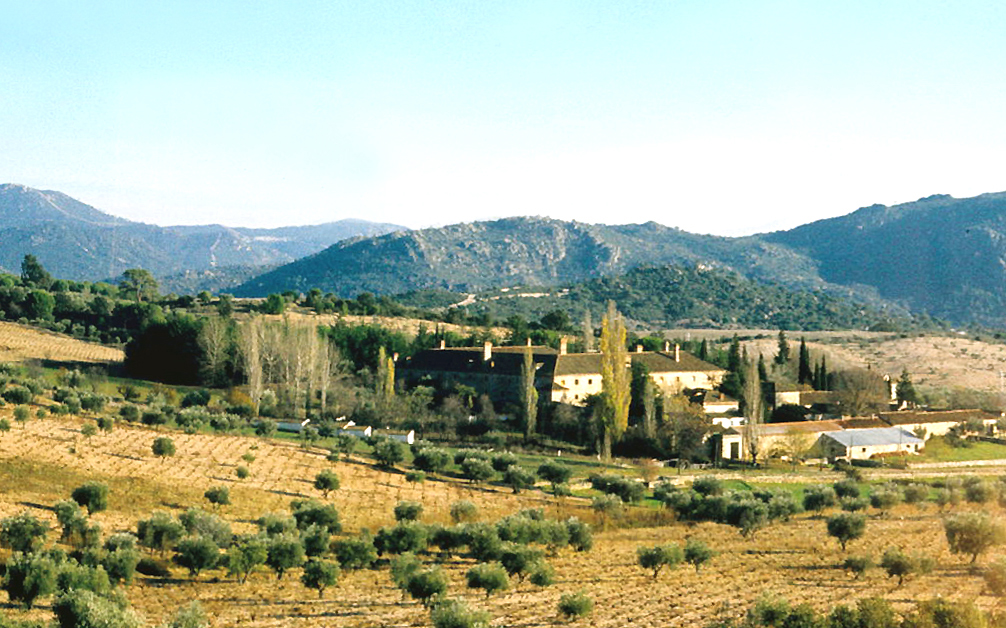
El Quexigal, España

(*) todavía en propiedad de miembros de la Casa de Hohenlohe

## Jefes de las ramas existentes

### Línea de Neuenstein (luterana)
- Felipe, 10.º Príncipe de Hohenlohe-Langenburg (n. 1970), actual jefe de la rama de Hohenlohe-Langenburg, en el castillo de Langenburg.
- Kraft, 9.º Príncipe Hohenlohe-Oehringen, 5.º Duque de Ujest (n. 1933), actual jefe de la rama de Hohenlohe-Oehringen, en el castillo de Neuenstein.

### Línea de Waldenburg (católica)
- Félix, 10.º Príncipe de Hohenlohe-Waldenburg-Schillingsfürst (n. 1963), en el castillo de Waldenburg.
- Constantino, 12.º Príncipe de Hohenlohe-Schillingsfürst (n. 1949), en el castillo de Schillingsfürst.
- Maximiliano, 10.º Príncipe de Hohenlohe-Bartenstein, (n. 1972), en el castillo de Bartenstein.
- Alejandro, 2.º Príncipe de Hohenlohe-Jagstberg (n. 1937), en el castillo de Haltenbergstetten.
- Víctor, 5.º Duque de Ratibor y 5.º Príncipe de Corvey, Príncipe de Hohenlohe-Schillingsfürst-Metternich-Sándor (n. 1964), propietario de la Abadía Imperial de Corvey así como los castillo de Grafenegg y Neuaigen, Baja Austria.

## Legión de Hohenlohe
La Legión de Hohenlohe fue una unidad de soldados extranjeros en el Ejército francés hasta 1831, cuando sus miembros así como los de la disuelta Guardia suiza fueron incorporados a la recién creada Legión Extranjera Francesa para dar servicio en Argelia.